# Scarus oviceps
Scarus oviceps är en fiskart som beskrevs av Valenciennes, 1840. Scarus oviceps ingår i släktet Scarus och familjen Scaridae. IUCN kategoriserar arten globalt som livskraftig. Inga underarter finns listade i Catalogue of Life.